# Mia Ristić
Mia Ristić (Bor, 17 maggio 2006) è una tennista serba.

## Carriera junior
Proveniente da Bor, in Serbia, la Ristić ha vinto gli European Championship Under 16 tenutosi a Prerov, in Repubblica Ceca nel luglio 2022, senza perdere un set. Nella finale ha sconfitto la spagnola Marta Soriano Santiago, perdendo solamente due giochi, un punteggio che ha ottenuto per ben quattro volte durante la competizione.

## Carriera professionistica
Mia Ristić ha vinto 2 titoli in singolare nel circuito ITF in carriera. Il 16 gennaio 2023 ha raggiunto il best ranking in singolare raggiungendo la 399ª posizione mondiale, mentre in doppio non ha ancora ottenuto una classifica.
Mia ha vinto il suo primo torneo professionistico all'età di sedici anni ad agosto 2022, sconfiggendo Cristina Dinu nella finale del torneo ITF $25.000 a Vrnjačka Banja, in Serbia.
Ha fatto il suo debutto nel circuito maggiore agli Internazionali Femminili di Palermo 2023, dove ha preso parte alle qualificazioni. Ha sconfitto Çağla Büyükakçay e Kathinka von Deichmann, raggiungendo così il suo primo tabellone principale della carriera. Entrambi gli incontri vinti si sono conclusi in tre set salvando diversi match point. La vittoria contro la Büyükakçay è durata ben quattro ore e dodici minuti, l'incontro più lungo di sempre nella storia del torneo.
Fa parte della squadra serba di Fed Cup dal 2023, con un totale di 4 vittorie e 1 sconfitta in singolare, mentre in doppio ha 0 vittorie e 1 sconfitta.

## Statistiche ITF

### Singolare

#### Vittorie (2)
| Torneo $100.000 (0) |
| Torneo $80.000 (0)  |
| Torneo $60.000 (1)  |
| Torneo $40.000 (0)  |
| Torneo $25.000 (1)  |
| Torneo $15.000 (0)  |

| N. | Data           | Torneo                              | Superficie  | Avversaria in finale | Punteggio     |
| 1. | 21 agosto 2022 | Vrnjačka Banja Open, Vrnjačka Banja | Terra rossa | Cristina Dinu        | 0-6, 7-5, 7-5 |
| 2. | 27 agosto 2023 | Zubr Cup, Přerov                    | Terra rossa | Aurora Zantedeschi   | 6-1, 6-2      |

#### Sconfitte (3)
| Torneo $100.000 (0) |
| Torneo $80.000 (0)  |
| Torneo $60.000 (0)  |
| Torneo $40.000 (1)  |
| Torneo $25.000 (2)  |
| Torneo $15.000 (0)  |

| N. | Data            | Torneo                             | Superficie  | Avversaria in finale | Punteggio     |
| 1. | 23 ottobre 2022 | Santa Marina Cup, Sozopol          | Cemento     | Adithya Karunaratne  | 3-6, 1-6      |
| 2. | 11 agosto 2024  | Slaskie Open, Bytom                | Terra rossa | Lucía Cortez Llorca  | 6-0, 4-6, 5-7 |
| 3. | 7 giugno 2025   | Klagenfurt Ladies Open, Klagenfurt | Terra rossa | Kaitlin Quevedo      | 4-6, 4-6      |

### Doppio

#### Sconfitte (1)
| Torneo $100.000 (0) |
| Torneo $80.000 (0)  |
| Torneo $60.000 (0)  |
| Torneo $40.000 (1)  |
| Torneo $25.000 (0)  |
| Torneo $15.000 (0)  |

| N. | Data             | Torneo                                                          | Superficie  | Compagna      | Avversarie in finale    | Punteggio |
| 1. | 29 novembre 2024 | ITF Women Val Gardena Südtirol Raiffeisen, Selva di Val Gardena | Cemento (i) | Carolina Kuhl | Martyna Kubka Lisa Zaar | 3-6, 0-6  |